# Clydonodozus phaeosoma
Clydonodozus phaeosoma är en tvåvingeart som beskrevs av Alexander 1970. Clydonodozus phaeosoma ingår i släktet Clydonodozus och familjen småharkrankar. Inga underarter finns listade i Catalogue of Life.